# Rio Santiago

Mapa da região do rio Santiago

O rio Santiago é um longo rio que percorre grande parte dos territórios amazónicos do Equador e Peru, sendo um dos principais afluentes diretos do rio Maranhão e portanto pertence à bacia do rio Amazonas. Nasce no Equador através da confluência dos rios Zamora e Namangoza e tem comprimento de 285 km,, snedo 255 km em território equatoriano.